# Го-но сэн
Го-но сэн (яп. 後の先, «ответный») — это концепция японских боевых искусств, которая описывает явление, при котором боец перехватывает инициативу сражения после того, как атакующий уже начал свою атаку. Другими словами, как только оппонент начал атаковать, тот, кто защищается, исполняет необходимую технику. Техника, выполненная по принципу го-но сэн, может иметь любую форму, в зависимости от используемой энергии и совершаемой атакующим техники.
Го-но сэн не является простой контратакой — это состояние разума и уровень концентрации во время боя. Правильно сказать, что это слияние с каждой совершаемой атакой, а не просто оборона. Как принцип, го-но сэн нарабатывается повторными тренировочными поединками, нацеленными на совершение атакующего и, одновременно с этим, обороняющего движения, в результате чего достигается наиболее действенное и рациональное для обеих сторон завершение поединка.
Один из методов, позволяющих перехватить инициативу (ки), — это ожидать и наблюдать за движениями оппонента: как только оно станет совершённым, обороняющийся может перехватить силу, используемую при атаке, что сделает ее, используемое оружие и намерение атакующего несостоятельными. Го-но сэн сводит на «нет» все боевые характеристики (составляющие) атакующего, которые существуют, начиная с текущего, следующего за атакой момента, и что делает возможным завершить поединок своим собственным ки. Чтобы это произошло, необходимо вовремя заметить и перехватить атакующее движение — должна быть гармония между двумя сражающимися, но только одному нужно психически и чувственно овладеть ею, что даст возможность погасить ки другого. Если же оппонент просто обороняется, будет только «шок» и потеря энергии у обеих сторон. Если же все условия соблюдены и если есть гармония, то эта потеря будет лишь у того, кто совершает первую атаку.
Помимо боевого аспекта, го-но сэн можно рассматривать как часть философского и морального кодекса, который может быть выражен термином «дао» (道), что означает, что будока никогда не должен быть инициатором в возможной и неизбежной схватке. В карате это выражено фразой: «В карате нет первого удара» (空手に先手なし).